# Knochenmarkkarzinose
Als Knochenmarkkarzinose (auch Knochenmarkskarzinose, engl. bone marrow carcinosis) bezeichnet man die diffuse oder kleinherdige Infiltration des Knochenmarks mit Metastasen eines Karzinoms.

## Beschreibung
Knochenmarkkarzinosen sind eine Komplikation von Knochenmetastasen, die in etwa 8 bis 10 % aller Fälle von Knochenmetastasen auftreten. Die metastasierten Krebszellen durchdringen dabei die Markräume (Substantia spongiosa) der Knochen. Dies führt zu einer Reduzierung oder gar einem Stopp der Bildung von blutbildenden Zellen (letzteres: terminale Myelosuppression). Entsprechend äußert sich eine Knochenmarkkarzinose durch Symptome wie Anämie, durch Thrombozytopenie verursachte verminderte Blutgerinnung und gestörtes Immunsystem (erhöhte Infektionsneigung verursacht durch eine Leukopenie). Die Behandlung einer Knochenmarkkarzinose ist rein palliativ.

## Diagnose
Eine Knochenmarkkarzinose kann mittels Knochenmarkbiopsie nachgewiesen werden. Die Krebszellen sind im Knochenmarkausstrich erkennbar. Im peripheren Blut finden sich vereinzelte Erythroblasten und unreife Granulozyten. Die Anzahl an Retikulozyten ist häufig leicht erhöht.

## Prognose
Die Prognose einer Knochenmarkkarzinose ist ausgesprochen schlecht. Die Krebserkrankung ist schon weit fortgeschritten, eine Heilung in der Regel nicht mehr möglich.

## Weiterführende Literatur
- M. T. Kelleher, A. Kendall, S. Chowdhury: Bone marrow carcinosis and disseminated tumour cells. In: Onkologie Band 33, Nummer 1–2, 2010, S. 7–9, ISSN 1423-0240. doi:10.1159/000271606. PMID 20164654.
- V. Bjelic-Radisic, H. Stöger, R. Winter, C. Beham-Schmid, E. Petru: Long-term control of bone marrow carcinosis and severe thrombocytopenia with standard-dose chemotherapy in a breast cancer patient: a case report. In: Anticancer Research Band 26, Nummer 2B, 2006 Mar-Apr, S. 1627–1630, ISSN 0250-7005. PMID 16619583.